# La KGB
La K.G.B. es una banda de rock argentino. El grupo nació en 1987 y estaba integrada por Alejandro Desilvestre (teclados y voz), Alejandro Lacasa (guitarras y voz), Mariano Reinoso (teclados), Néstor Verete (bajo) y Alejandro Soto (batería).
Ese mismo año, con esta formación, edita su disco homónimo y contaría con la participación de los hermanos Andrés y Javier Calamaro; siendo el primero en haber producido el material.
En 1988, la banda es convocada junto con el grupo brasileño Os Paralamas do Sucesso; para ser teloneros de la cantante de rock estadounidense Tina Turner, durante su gira Break Every Rule '87-'88. Este concierto, fue llevado a cabo en el estadio de River Plate, ante más de 60.000 espectadores. A mediados de ese mismo año editaron su segunda y última producción, titulada Disidentes. Tras un par de cambios en la formación y una extensa gira por Latinoamérica, tocando en ciudades como México, donde hizo presentaciones y especiales para la cadena de televisión Televisa, Desilvestre disuelve la banda. En 1989 la KGB, es convocada al festival por la Democracia , en la Avenida 9 de Julio y tocan ante 250 mil  personas junto artistas como Soda Stereo.

## Discografía
- 1987: La KGB
- 1988: Disidentes